# Univerzitet Palackog
Univerzitet Palackog u Olomoucu (češ. Univerzita Palackého v Olomouci; lat. Universitatis Palackianae Olomoucencis) je drugi najstariji univerzitet u českim zemljama, a najstariji u Moravskoj.

## Iz istorije
Nastao je 22. decembra 1573. dodeljivanjem odgovarajućih prava dotadašnjoj olomouckoj jezuitkoj školi (škola Tovaryšstva Ježíšova). Nastava je otpočela tri godine kasnije. 
U vreme ustanka staleža početkom tridesetogodišnjeg rata univerzitet je na kraće vreme prestao sa radom, ali opet je obnovljen 1621. godine. 
1778. god. moravski univerzitet je premešten u Brno, ali već 1782. car Josip II izdaje dekret, kojim je univerzitet vraćen nazad u Olomouc, ali je istovremeno i degradiran na nivo trogodišnjeg licea (prema ovom dekretu, trebalo je da univerziteti budu samo oni u Beču, u Pragu i u Lavovu). 
1827. nivo škole je ponovo podignut na univerzitetski i nazvan je 'Franjov univerzitet (češ. "Františkova univerzita"). 1860. car Franjo Josip I ukinuo je univerzitet svojim dekretom, tako da u Olomoucu ostaje samo teološki fakultet. Univerzitet je obnovljen 1946. godine, pod imenom Univerzitet Palackog, po Františeku Palackom, "ocu nacije", češkom naučniku, istoričaru i političaru, vođi češkog preporoda u XIX veku.

## Fakulteti
Univerzitet Palackog u Olomoucu ima sedam fakulteta:
- Ćirilometodijski teološki fakultet

- Medicinski fakultet

- Filozofski fakultet

- Prirodnjački fakultet

- Pedagoški fakultet

- Fakultet telesne kulture

- Pravni fakultet

## Poznati studenti
Poznate ličnosti, koje su bile studenti ovog univerziteta, su npr. Johann Gregor Mendel, Jakub Kresa, Karel Slavíček, Albrecht z Valdštejna i drugi.

## Rektori
Rektor Univerziteta Palackog danas je RNDr. Miroslav Mašláň, prof., koji je na ovoj funkciji od 1. februaraa 2010.

## Spoljašnje veze
- - zvanične stranice Univerziteta Palackog (na češkom)
- - zvanične stranice Univerziteta Palackog (na češkom)